# Ivan Erdos
Ivan Erdos (ur. 21 października 1924 w Budapeszcie, zm. 28 września 1967 w Carlsbad) – węgierski i amerykański brydżysta.
Ivan Erdos w 1939 roku opuścił Węgry  i zamieszkał w Anglii. W roku 1951 przeniósł się do Los Angeles.

## Wyniki brydżowe

### Zawody światowe
W światowych zawodach zdobył następujące lokaty:
| Mistrzostwa Świata. Konkurencja teamów | Mistrzostwa Świata. Konkurencja teamów | Mistrzostwa Świata. Konkurencja teamów | Mistrzostwa Świata. Konkurencja teamów | Mistrzostwa Świata. Konkurencja teamów | Mistrzostwa Świata. Konkurencja teamów |
| Rok                                    | Miejsce                                | Zawody                                 | Kategoria                              | Drużyna                                | Pozycja                                |
| -------------------------------------- | -------------------------------------- | -------------------------------------- | -------------------------------------- | -------------------------------------- | -------------------------------------- |
| 1965                                   | Buenos Aires                           | 13. Mistrzostwa Świata Teamów          | Open                                   | North America                          | 2                                      |

| Mistrzostwa Świata. Konkurencja par | Mistrzostwa Świata. Konkurencja par | Mistrzostwa Świata. Konkurencja par | Mistrzostwa Świata. Konkurencja par | Mistrzostwa Świata. Konkurencja par | Mistrzostwa Świata. Konkurencja par |
| Rok                                 | Miejsce                             | Zawody                              | Kategoria                           | Partner                             | Pozycja                             |
| ----------------------------------- | ----------------------------------- | ----------------------------------- | ----------------------------------- | ----------------------------------- | ----------------------------------- |
| 1966                                | Amsterdam                           | 2. Mistrzostwa Świata               | Miksty                              | Mary Jane Farell                    | 1                                   |

## Klasyfikacja
- Ivan Erdos – klasyfikacja WBF (ang.)